# Cardiochiles pseudofallax
Cardiochiles pseudofallax är en stekelart som beskrevs av Telenga 1955. Cardiochiles pseudofallax ingår i släktet Cardiochiles och familjen bracksteklar. Inga underarter finns listade.